# بانک اکسیم
بانک اکسیم (انگلیسی: Exim Bank) شرکت خدمات مالی و بانکداری رومانیایی است، که در سال ۱۹۹۱ تأسیس شد.